# Norma Internacional per a la Descripció de Funcions
ISDF és l'acrònim en anglès d'International Standard for Describing Functions (Norma Internacional per a la descripció de funcions), una norma de descripció arxivística publicada pel Consell Internacional d'Arxius (CIA) el 2007.

## Origen
La ISDIAH, és una de les quatre grans normes de descripció arxivística, conjuntament amb la ISAD(G) (1994, 2a ed. 1989), l'ISAAR(CPF) (1996, 2a ed. 2004) i l'ISDIAH (2008). La ISDF va començar a elaborar-se per membres del Comitè del CIA sobre Bones Pràctiques i Normes que van desenvolupar-la i treballar en la seva confecció des de 2004, abans de publicar-se la primera edició el 2007.

## Objectiu
Amb la ISDF, la identificació es converteix en un treball més raonat, comprensiu i lògic. Segons el Comitè de Bones Pràctiques del CIA la ISDF un model de contingut i un estàndard complementari per a la ISAAR(CPF) i la ISAD(G). La ISDF proporciona directrius per a crear descripcions de funcions generadores de registres, estenent el model ISAD(G), que s'ocupa dels fons documentals, i de la ISAAR(CPF), que atén les capçaleres dels productors de documents, siguin persones físiques, morals o famílies. La ISDF s'orienta a identificar i descriure les competències, funcions i activitats que originen les evidències documentals. L'estudi institucional que cal en la identificació de les sèries documentals, es pot realitzar seguint els passos traçats per la ISDF. Aquesta norma suggereix els diferents nivells de competències, funcions i activitats o transaccions encarregades a un organisme i deixa oberta l'elecció del nivell o nivells a descriure. D'aquesta manera podem realitzar la descripció de la funció o activitat amb la seva història, el seu marc jurídic, el seu context i les seves activitats associades.

## Estructura
La ISDF defineix 23 elements en quatre àrees d'un registre de funció (Identitat, Context, Relacions i Control) i inclou directrius de contingut general. L'estàndard també inclou informació sobre la vinculació d'aquests registres als registres descriptius i d'autoritat de l'arxiu. Les quatre àrees són les següents:
- Àrea d'identificació, que inclou la informació que identifica unívocament la funció i defineix un punt d'accés normalitzat.
- Àrea de context, on es recull informació sobre la naturalesa i context de la funció.
- Àrea de relacions, on es consignen i descriuen les relacions amb altres funcions.
- Àrea de control, on s'identifica de forma unívoca la descripció d'una funció i s'inclou informació sobre com, quan i per què institució es va crear i va actualitzar la descripció.